# Frida Vígdorova
Frida Abrámovna Vígdorova (en ruso: Фрида Абрамовна Вигдорова; 3 de marzo de 1915, Orsha (Bielorrusia) — 7 de agosto de 1965, Moscú (URSS)) fue una escritora y periodista soviética.
Estudió en el Instituto de Pedagogía, en la Facultad de Literatura, enseñó literatura rusa en la escuela, después se dedicó al periodismo. Laboró en los periódicos "Pravda" (La Verdad), "Komsomólskaya Pravda" (La Verdad del Komsomol) y "Literatúrnaya Gazeta" (Periódico de Literatura). En 1940 publicaba principalmente artículos sobre problemas de la escuela y la educación de los niños (parte de los artículos los escribió con Nora Gal). Desde mediados de los años 1950 trabajó fundamentalmente con las cartas que se enviaban a la redacción, dedicándose a ayudar a las personas que se encontraban en situaciones difíciles. Vigdorova es una de las pioneras de esta singular especialidad periodística de la prensa soviética tardía. Los artículos de este género conformaron dos de sus libros: "Dorogaya redaktsia" (Querida redacción), 1963, y la editada post mortem "Kiem vy iemú prijódites?" (¿Qué es él de usted?), 1969. Su trabajo periodístico relacionado con la vida de las personas la condujo a la actividad social en una forma que era natural para finales de la década de 1950 e inicios de 1960: ella fue elegida diputada del consejo distrital de diputados del pueblo.
Una página especial de su biografía como persona pública fue su participación en el juicio de Joseph Brodsky, hacia cuya persona llamó la atención de muchas personalidades de la cultura. En febrero de 1964, Vígdorova, encontrándose en el proceso de Brodsky, anotó las declaraciones del juicio, las cuales obtuvieron una amplia difusión en el samizdat, como eran llamadas las publicaciones no oficiales y, por tanto, no censuradas durante la Unión Soviética. Es propiamente con este texto y algunas obras anteriores de Aleksandr Solzhenitsyn que comienza la historia del samizdat sociopolítico en Rusia. Estos escritos de Vigdorova también fueron publicados varias veces en otros países e iniciaron un amplio movimiento de los intelectuales occidentales de orientación izquierdista en defensa de Brodsky. Gracias a Jean-Paul Sartre, Brodsky fue absuelto de su confinamiento en septiembre de 1965.
El trabajo literario de Vígdorova se inició como publicista. En particular es autora de las notas literarias de las memorias de L. K. Kosmodemianskáya, la madre de la heroína de la Segunda Guerra Mundial Zoya Kosmodemiánskaya. Después aparecieron los relatos y novelas: el relato de un joven profesor en "Moy klass" (Mi clase), 1949, la trilogía "Doroga v zhizn" (El camino de la vida), "Chernígovka" y "Eto moy dom" (Ésta es mi casa), 1961, dedicada a los problemas de la pedagogía y la consolidación de la personalidad de los adolescentes (en las tres novelas se sigue la historia de un orfanato, desde los inicios de los años 1920 hasta los años de la guerra), y los dos libros "Lubímaya úlitsa" (Querida calle) y "Seméinoe schastie" (La felicidad familiar), 1965, que giran en torno al retrato psicológico de una joven, esposa y madre.